# 카홉스카야선
카홉스카야선(러시아어: Кахо́вская ли́ния)은 모스크바 지하철의 11A호선이다. 3개 역에 길이는 3.4km이다. 카시르스카야 역이 기점이며 카홉스카야 역이 종점이다. 노선색은 파란색이다.

## 노선 개요
카홉스카야 선은 카시르스카야 역에서 출발해 카홉스카야 역을 연결한다. 1969년 8월 11일에 개통되었으며 1995년 11월 20일을 기해 독자적인 지하철 노선으로 개편되었다. 2019년 10월 26일에 볼샤야 콜체바야 선과의 직결 공사를 위해 일시적으로 폐쇄되었다.

## 구간
| 구간                        | 개통일           | 길이    |
| --------------------------- | ---------------- | ------- |
| 압토자보츠카야 - 카홉스카야 | 1969년 8월 11일  | 9.5km   |
| 분리된 분선                 | 1995년 11월 20일 | -6.1km* |
| 총합                        | 3역              | 3.4km   |

- 1995년 이전에는 자모스크보레츠카야 선의 일부 부분이었다.

## 환승역
|  | 노선                           | 환승역       |
|  | ------------------------------ | ------------ |
|  | 자모스크보레츠카야 선          | 카시르스카야 |
|  | 세르푸홉스코 티미랴젭스카야 선 | 카홉스카야   |